# Hartmann I di Göttweig
Hartmann I di Göttweig (... – Kempten, 1114) è stato un abate benedettino tedesco.
Fu monaco a San Biagio nella Foresta dal 1077, abate di Göttweig dal 1094 al 1114, abate di Sant'Ulrico e Afra dal 1094 al 1109, abate di San Lamberto dal 1102 al 1109 e abate di Kempten dal 1109 al 1114.